# Karel II van Spanje

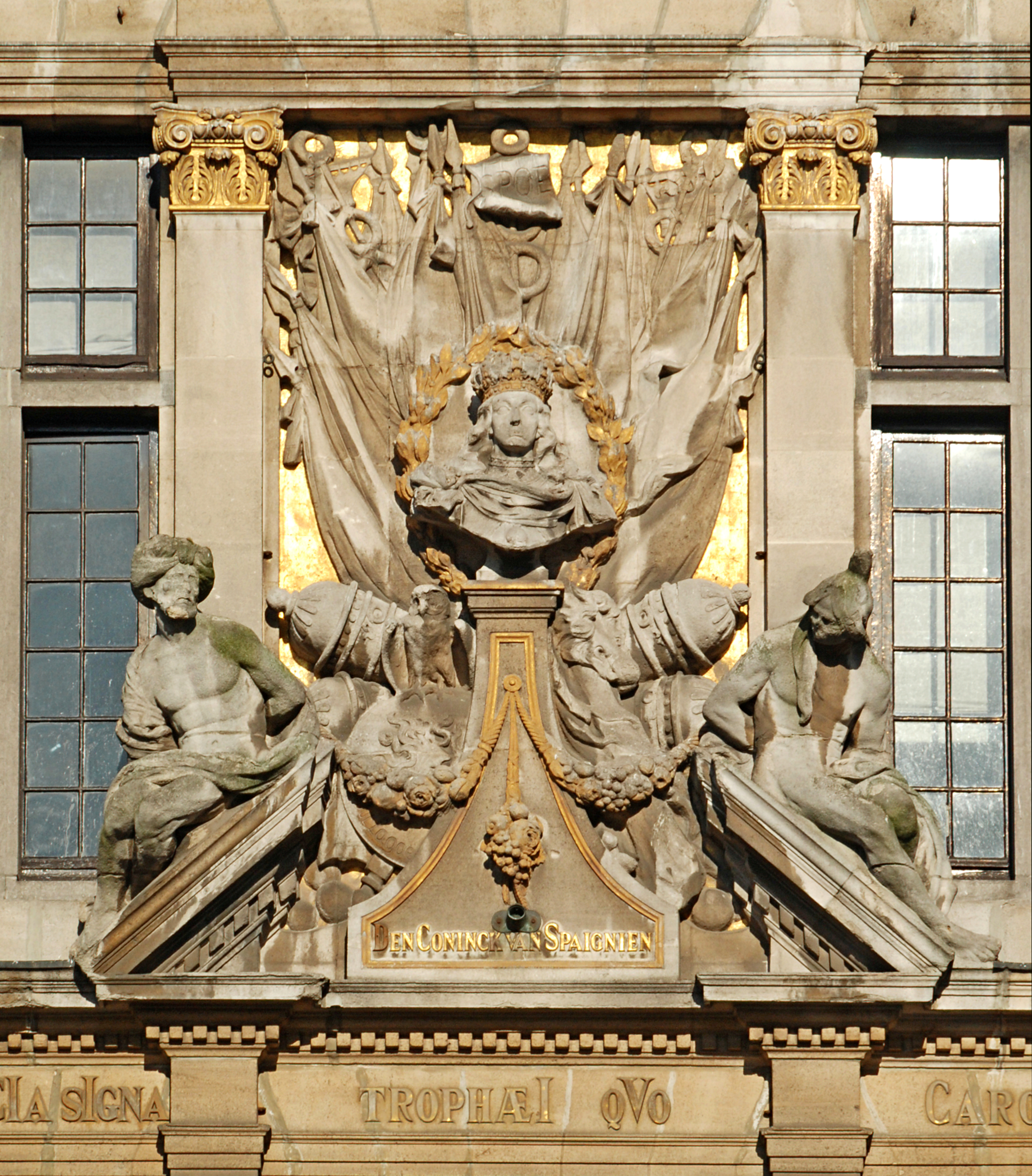
Triomf van Karel II op de gevel van Den Coninck van Spaignien
(Grote Markt van Brussel).

Karel II (Madrid, 6 november 1661 – aldaar, 1 november 1700) was koning van Spanje, landsheer van de Zuidelijke Nederlanden en koning van Napels en Sicilië. Hij regeerde van 1665 tot zijn dood over het Spaanse Rijk en was de zoon van zijn voorganger Filips IV en Maria Anna van Oostenrijk. Hij was de laatste van de Spaanse Habsburgers.

## Leven
Karel II was drie jaar toen zijn vader, Filips IV, op 17 september 1665 stierf.
Karel was zowel verstandelijk als lichamelijk gehandicapt en werd 38 jaar oud. Alle uiterlijke kenmerken die typisch waren voor de leden van het huis Habsburg waren in hem overdreven vertegenwoordigd. Zijn hoofd was buitenproportioneel groot en misvormd en zijn onderkaak stak zover uit, dat hij zijn tanden niet op elkaar kon krijgen, zodat hij zijn voedsel niet kon kauwen. Zijn tong was zo groot, dat hij nauwelijks kon spreken. Lopen kon hij slechts met moeite. Op 35-jarige leeftijd was hij verlamd, epileptisch, kaal, vrijwel tandeloos en slechtziend en in 1698 werd hij ook nog eens doof.
Karels geestelijke toestand was al niet veel beter. Hij bleef erg lang kinderlijk en werd vervolgens snel seniel. Hij kon nauwelijks lezen en schrijven. Zijn moeder trad als regent voor hem op. Hij kreeg de bijnaam El Hechizado, de Behekste, zoals hij ook zelf geloofde. De afwijkingen zijn eerder te wijten aan de extreme inteelt binnen de Habsburgse rangen. Karel was zijn eigen achterneef en een van zijn grootmoeders was tegelijkertijd zijn overgrootmoeder. Zijn moeder was bovendien ook zijn eigen nicht en zijn andere grootmoeder was tegelijkertijd zijn tante. Exorcisten vanuit alle kanten van het rijk werden opgeroepen om de duivel uit hem te drijven.
In 1678 werd de moeder van Karel II uit Madrid verdreven door Juan II, de bastaardzoon van Filips IV. Deze eiste dat zijn halfbroer Karel op een betere manier zou worden behandeld, zoals hij daar verwaarloosd was weggestopt in het Escorial. Juan II stierf echter in 1679 en Maria Anna keerde terug naar Madrid. Naar het schijnt zou Karel zelf zijn halfbroer hebben opgeroepen om Maria Anna af te zetten, omdat hij zelf wilde regeren.

### Huwelijk met Marie Louise van Orléans
Hoewel Karel vermoedelijk impotent was, trouwde hij tweemaal. De eerste keer in 1679 met Marie Louise van Orléans (1662-1689), een nicht van Lodewijk XIV, koning van Frankrijk. Naar het schijnt was hij hevig verliefd op haar en baden ze godvruchtig in de kerk om niet kinderloos te blijven. Zij werd echter nooit zwanger en na tien jaar werd zij tijdens een paardenrit onwel en stierf. Sommigen vermoeden moord, anderen spreken van een appendicitis. Naar het schijnt sprak ze tot Karel II bij haar afscheid "Zijne Majesteit zal waarschijnlijk nog vrouwen hebben, maar slechts weinigen zullen zoveel houden van u als ik".

### Huwelijk met Maria Anna van Beieren
Na haar dood hertrouwde hij, onder druk van zijn entourage, met Maria Anna van Palts-Neuburg, prinses van Neuburg, dochter van Filips Willem van de Palts. Zij was een schoonzus van keizer Leopold I. In die tijd ging de toestand van Karel sterk achteruit. Hij liet familieleden opgraven om hun lijk te aanschouwen en huilde bij het lichaam van zijn dode vrouw Marie-Louise, een gewoonte die hij blijkbaar erfde van Johanna van Castilië.
Ook zijn tweede huwelijk bleef kinderloos en Karel wees een kleinzoon van Lodewijk XIV, Filips van Anjou, aan als zijn opvolger.

## Buitenlandse politiek
Kardinaal Mazarin en Lodewijk XIV hadden de tegenslagen binnen de Spaans-Habsburgse dynastie gebruikt om hun eigen rijk uit te breiden. Tijdens de Devolutieoorlog (1667-1668) kreeg Spanje echter de steun van Engeland, Nederland en Zweden (Triple Alliantie). Spanje sloot al snel de Vrede van Aken en kwam er nog relatief goedkoop vanaf. Gebieden uit de Zuidelijke Nederlanden werden afgestaan in ruil voor Franche-Comté. Lodewijk XIV provoceerde nu de ene oorlog na de andere, want de grondgebieden vielen in zijn schoot. Hij zorgde ervoor dat de Triple Alliantie uit elkaar viel en startte in 1672 zelfs een Hollandse Oorlog. Toen de Nederlanders onder de financiële druk bezweken en de strijd opgaven, sloot Spanje in 1678 snel ook de Vrede van Nijmegen. Hierbij droegen ze Haïti, Franche-Comté en vestingsteden in de Zuidelijke Nederlanden over aan Lodewijk.
In 1681 claimden Lodewijk en zijn chambres de réunion de heerschappij over Luxemburg, Straatsburg en andere strategische grensgebieden en begon het conflict opnieuw. In 1684 bezweek elke Spaanse weerstand en werd het bestand van Regensburg getekend, waarbij elke Franse claim werd erkend en Straatsburg en Luxemburg werden overgeheveld naar de Franse kroon.
In 1688 leidde een nieuw dispuut over Keulen tot de Oorlog van de Grote Alliantie. Deze oorlog werd een uitputtingsslag en werd in 1697 besloten door de Vrede van Rijswijk. Hierin werd Luxemburg weer aan de Spaanse Nederlanden toegevoegd en werden de grenzen van Frankrijk teruggetrokken tot deze van voor 1678.

## Dood leidt tot de Spaanse Successieoorlog
Karel II stierf kinderloos op 1 november 1700 in Madrid. Op zijn sterfbed sprak hij "Veel mensen zeggen dat ik behekst ben en ik geloof het best, dat zijn de dingen die ik ervaar en waaronder ik lijd."
Er wordt verhaald dat bij autopsie op zijn lichaam in zijn hersenen water werd gevonden, dat hij een hart had zo groot als een peperkorrel en één zwarte testikel. Het was daarom voor hem praktisch onmogelijk om nakomelingen te verwekken. Volgens genetisch genealoog Maarten Larmuseau heeft de inteelt binnen de Habsburgse familie "de loop van de geschiedenis veranderd".
De dood van de laatste Spaanse Habsburger leidde tot een Europese crisis. Zowel koning Lodewijk XIV van Frankrijk als keizer Leopold I konden voor hun nakomelingen aanspraak maken op de Spaanse troon. Om het politieke evenwicht in Europa niet te verdedigen, hadden ze meermalen onderhandeld om het reusachtige Spaanse rijk dat naast Spanje en zijn kolonies ook de Zuidelijke Nederlanden en grote delen van Italië omvatte, te verdelen. Karel II en zijn ministers wilden niet van een opdeling weten en door zijn testament ging de hele erfenis naar de hertog van Anjou, een kleinzoon van Lodewijk XIV; toen deze aanvaardde en de Spaanse troon besteeg als Filips V, brak in 1701 de Spaanse Successieoorlog uit. Deze werd pas in 1713 beslecht met de Vrede van Utrecht, waarbij Filips V als koning van Spanje erkend werd als hij verzaakte aan de Franse kroon. De Zuidelijke Nederlanden gingen bovendien over naar de Oostenrijkse tak van het huis Habsburg, naar Keizer Karel VI, die daarmee afzag van de Spaanse kroon.
De Belgische stad Charleroi werd naar Karel II genoemd.

## Galerij

Wapen van de Habsburgse koningen van Spanje
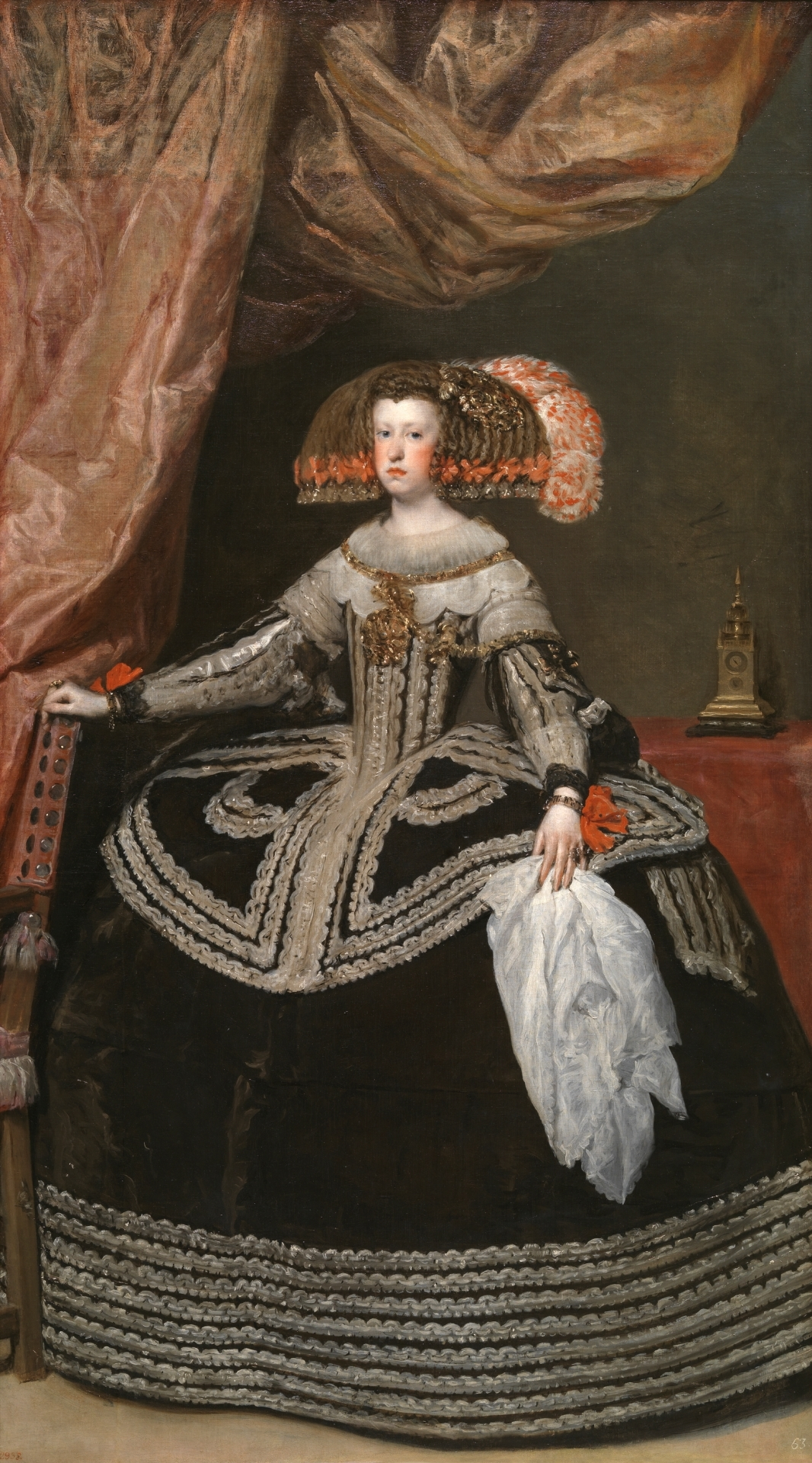
De moeder van Karel II, koningin Mariana
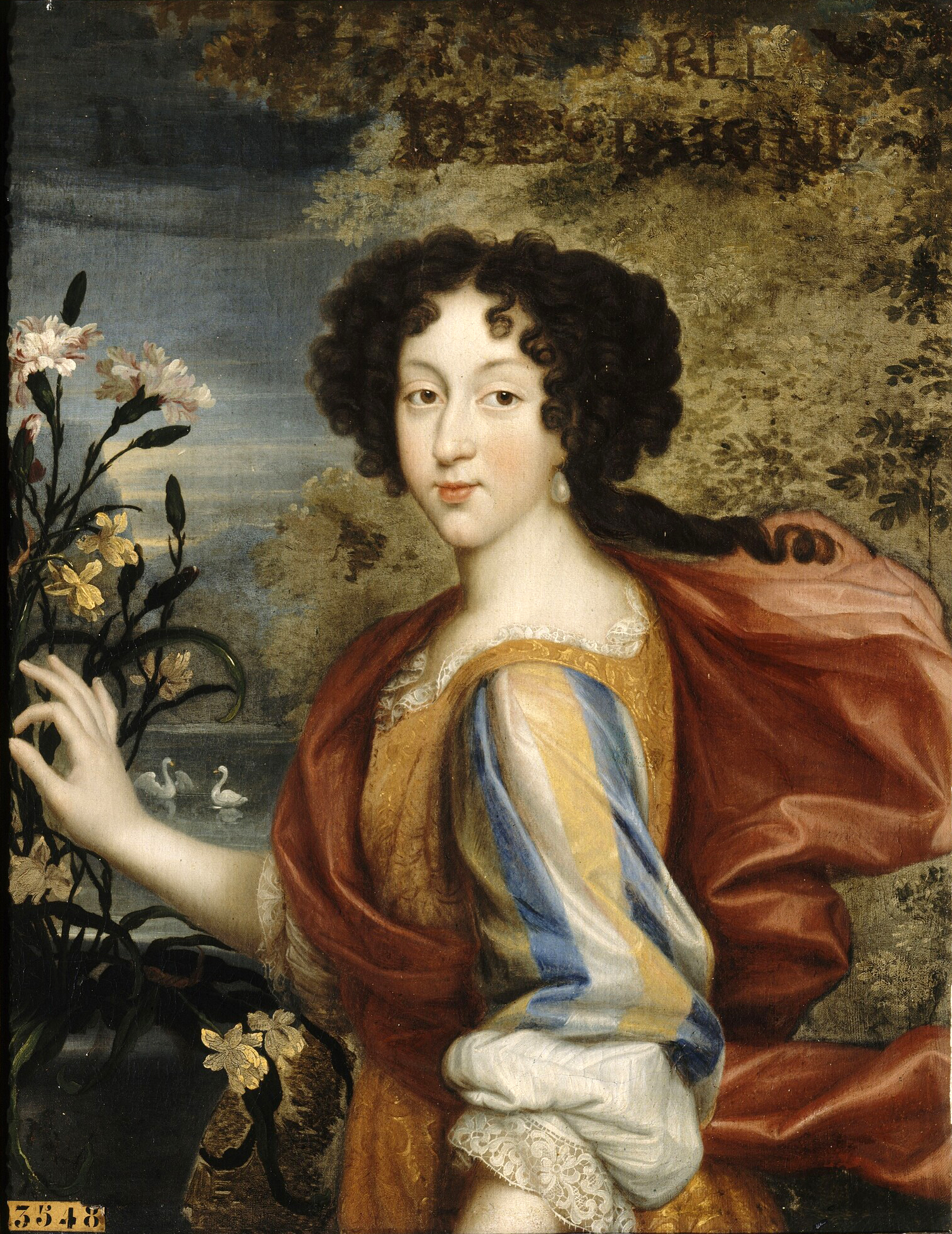
De eerste echtgenote, Maria Luisa
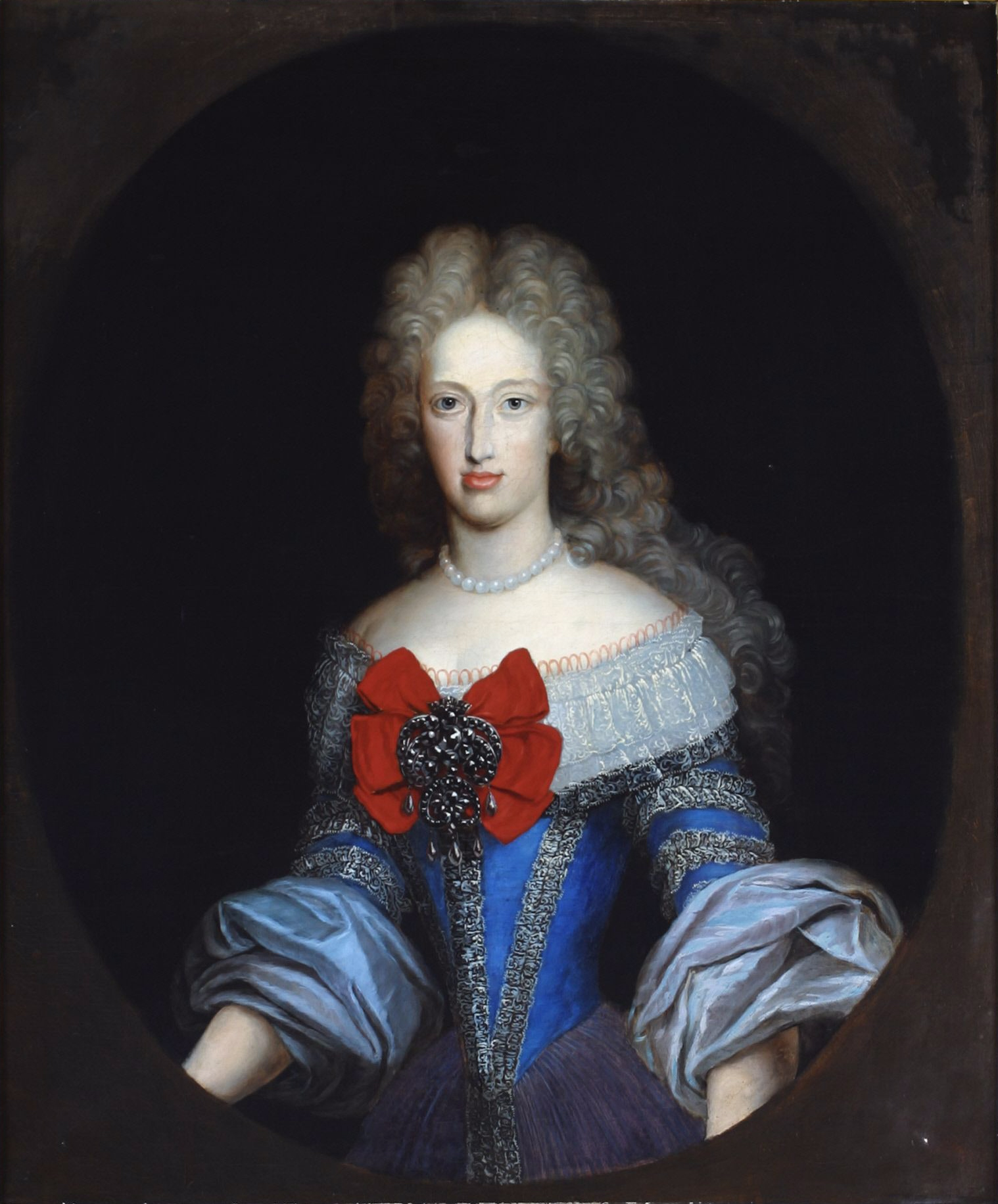
De tweede echtgenote, Mariana

## Kwartierstaat (voorouders)
| Filips II (1527–1598) | Filips II (1527–1598) | Filips II (1527–1598) | Filips II (1527–1598) | Filips II (1527–1598)                      | Filips II (1527–1598)                      | Anna van Oostenrijk (1549-1580)            | Anna van Oostenrijk (1549-1580)            | Anna van Oostenrijk (1549-1580)            | Anna van Oostenrijk (1549-1580)            | Anna van Oostenrijk (1549-1580) | Anna van Oostenrijk (1549-1580) |                       |                       | Karel II van Oostenrijk (1540-1590) | Karel II van Oostenrijk (1540-1590) | Karel II van Oostenrijk (1540-1590)   | Karel II van Oostenrijk (1540-1590)   | Karel II van Oostenrijk (1540-1590)   | Karel II van Oostenrijk (1540-1590)   | Maria Anna van Beieren (1551-1608)    | Maria Anna van Beieren (1551-1608)    | Maria Anna van Beieren (1551-1608) | Maria Anna van Beieren (1551-1608) | Maria Anna van Beieren (1551-1608)     | Maria Anna van Beieren (1551-1608)     |                                        |                                        | Keizer Ferdinand II (1578-1637)        | Keizer Ferdinand II (1578-1637)        | Keizer Ferdinand II (1578-1637) | Keizer Ferdinand II (1578-1637) | Keizer Ferdinand II (1578-1637)  | Keizer Ferdinand II (1578-1637)  | Maria Anna van Beieren (1574-1616)  | Maria Anna van Beieren (1574-1616)  | Maria Anna van Beieren (1574-1616)  | Maria Anna van Beieren (1574-1616)  | Maria Anna van Beieren (1574-1616)    | Maria Anna van Beieren (1574-1616)    |                                       |                                       | Filips III (1578-1621)                | Filips III (1578-1621)                | Filips III (1578-1621)                | Filips III (1578-1621)                | Filips III (1578-1621)                | Filips III (1578-1621)                | Margaretha van Oostenrijk (1584-1611) | Margaretha van Oostenrijk (1584-1611) | Margaretha van Oostenrijk (1584-1611) | Margaretha van Oostenrijk (1584-1611) | Margaretha van Oostenrijk (1584-1611) | Margaretha van Oostenrijk (1584-1611) |  |  |  |  |  |  |  |  |  |  |  |  |  |  |  |  |  |  |  |  |  |  |  |  |  |  |  |  |  |  |  |  |  |  |  |  |  |  |  |  |  |  |  |  |  |  |  |  |
| Filips II (1527–1598) | Filips II (1527–1598) | Filips II (1527–1598) | Filips II (1527–1598) | Filips II (1527–1598)                      | Filips II (1527–1598)                      | Anna van Oostenrijk (1549-1580)            | Anna van Oostenrijk (1549-1580)            | Anna van Oostenrijk (1549-1580)            | Anna van Oostenrijk (1549-1580)            | Anna van Oostenrijk (1549-1580) | Anna van Oostenrijk (1549-1580) |                       |                       | Karel II van Oostenrijk (1540-1590) | Karel II van Oostenrijk (1540-1590) | Karel II van Oostenrijk (1540-1590)   | Karel II van Oostenrijk (1540-1590)   | Karel II van Oostenrijk (1540-1590)   | Karel II van Oostenrijk (1540-1590)   | Maria Anna van Beieren (1551-1608)    | Maria Anna van Beieren (1551-1608)    | Maria Anna van Beieren (1551-1608) | Maria Anna van Beieren (1551-1608) | Maria Anna van Beieren (1551-1608)     | Maria Anna van Beieren (1551-1608)     |                                        |                                        | Keizer Ferdinand II (1578-1637)        | Keizer Ferdinand II (1578-1637)        | Keizer Ferdinand II (1578-1637) | Keizer Ferdinand II (1578-1637) | Keizer Ferdinand II (1578-1637)  | Keizer Ferdinand II (1578-1637)  | Maria Anna van Beieren (1574-1616)  | Maria Anna van Beieren (1574-1616)  | Maria Anna van Beieren (1574-1616)  | Maria Anna van Beieren (1574-1616)  | Maria Anna van Beieren (1574-1616)    | Maria Anna van Beieren (1574-1616)    |                                       |                                       | Filips III (1578-1621)                | Filips III (1578-1621)                | Filips III (1578-1621)                | Filips III (1578-1621)                | Filips III (1578-1621)                | Filips III (1578-1621)                | Margaretha van Oostenrijk (1584-1611) | Margaretha van Oostenrijk (1584-1611) | Margaretha van Oostenrijk (1584-1611) | Margaretha van Oostenrijk (1584-1611) | Margaretha van Oostenrijk (1584-1611) | Margaretha van Oostenrijk (1584-1611) |  |  |  |  |  |  |  |  |  |  |  |  |  |  |  |  |  |  |  |  |  |  |  |  |  |  |  |  |  |  |  |  |  |  |  |  |  |  |  |  |  |  |  |  |  |  |  |  |
|                       |                       |                       |                       |                                            |                                            |                                            |                                            |                                            |                                            |                                 |                                 |                       |                       |                                     |                                     |                                       |                                       |                                       |                                       |                                       |                                       |                                    |                                    |                                        |                                        |                                        |                                        |                                        |                                        |                                 |                                 |                                  |                                  |                                     |                                     |                                     |                                     |                                       |                                       |                                       |                                       |                                       |                                       |                                       |                                       |                                       |                                       |                                       |                                       |                                       |                                       |                                       |                                       |  |  |  |  |  |  |  |  |  |  |  |  |  |  |  |  |  |  |  |  |  |  |  |  |  |  |  |  |  |  |  |  |  |  |  |  |  |  |  |  |  |  |  |  |  |  |  |  |
|                       |                       |                       |                       | Filips III (1578-1621)                     | Filips III (1578-1621)                     | Filips III (1578-1621)                     | Filips III (1578-1621)                     | Filips III (1578-1621)                     | Filips III (1578-1621)                     |                                 |                                 |                       |                       |                                     |                                     | Margaretha van Oostenrijk (1584-1611) | Margaretha van Oostenrijk (1584-1611) | Margaretha van Oostenrijk (1584-1611) | Margaretha van Oostenrijk (1584-1611) | Margaretha van Oostenrijk (1584-1611) | Margaretha van Oostenrijk (1584-1611) |                                    |                                    |                                        |                                        |                                        |                                        |                                        |                                        |                                 |                                 | Keizer Ferdinand III (1608-1657) | Keizer Ferdinand III (1608-1657) | Keizer Ferdinand III (1608-1657)    | Keizer Ferdinand III (1608-1657)    | Keizer Ferdinand III (1608-1657)    | Keizer Ferdinand III (1608-1657)    |                                       |                                       |                                       |                                       |                                       |                                       | Maria Anna van Oostenrijk (1606-1646) | Maria Anna van Oostenrijk (1606-1646) | Maria Anna van Oostenrijk (1606-1646) | Maria Anna van Oostenrijk (1606-1646) | Maria Anna van Oostenrijk (1606-1646) | Maria Anna van Oostenrijk (1606-1646) |                                       |                                       |                                       |                                       |  |  |  |  |  |  |  |  |  |  |  |  |  |  |  |  |  |  |  |  |  |  |  |  |  |  |  |  |  |  |  |  |  |  |  |  |  |  |  |  |  |  |  |  |  |  |  |  |
|                       |                       |                       |                       | Filips III (1578-1621)                     | Filips III (1578-1621)                     | Filips III (1578-1621)                     | Filips III (1578-1621)                     | Filips III (1578-1621)                     | Filips III (1578-1621)                     |                                 |                                 |                       |                       |                                     |                                     | Margaretha van Oostenrijk (1584-1611) | Margaretha van Oostenrijk (1584-1611) | Margaretha van Oostenrijk (1584-1611) | Margaretha van Oostenrijk (1584-1611) | Margaretha van Oostenrijk (1584-1611) | Margaretha van Oostenrijk (1584-1611) |                                    |                                    |                                        |                                        |                                        |                                        |                                        |                                        |                                 |                                 | Keizer Ferdinand III (1608-1657) | Keizer Ferdinand III (1608-1657) | Keizer Ferdinand III (1608-1657)    | Keizer Ferdinand III (1608-1657)    | Keizer Ferdinand III (1608-1657)    | Keizer Ferdinand III (1608-1657)    |                                       |                                       |                                       |                                       |                                       |                                       | Maria Anna van Oostenrijk (1606-1646) | Maria Anna van Oostenrijk (1606-1646) | Maria Anna van Oostenrijk (1606-1646) | Maria Anna van Oostenrijk (1606-1646) | Maria Anna van Oostenrijk (1606-1646) | Maria Anna van Oostenrijk (1606-1646) |                                       |                                       |                                       |                                       |  |  |  |  |  |  |  |  |  |  |  |  |  |  |  |  |  |  |  |  |  |  |  |  |  |  |  |  |  |  |  |  |  |  |  |  |  |  |  |  |  |  |  |  |  |  |  |  |
|                       |                       |                       |                       |                                            |                                            |                                            |                                            |                                            |                                            | Filips IV (1605-1665)           | Filips IV (1605-1665)           | Filips IV (1605-1665) | Filips IV (1605-1665) | Filips IV (1605-1665)               | Filips IV (1605-1665)               |                                       |                                       |                                       |                                       |                                       |                                       |                                    |                                    |                                        |                                        |                                        |                                        |                                        |                                        |                                 |                                 |                                  |                                  |                                     |                                     |                                     |                                     | Maria Anna van Oostenrijk (1634-1696) | Maria Anna van Oostenrijk (1634-1696) | Maria Anna van Oostenrijk (1634-1696) | Maria Anna van Oostenrijk (1634-1696) | Maria Anna van Oostenrijk (1634-1696) | Maria Anna van Oostenrijk (1634-1696) |                                       |                                       |                                       |                                       |                                       |                                       |                                       |                                       |                                       |                                       |  |  |  |  |  |  |  |  |  |  |  |  |  |  |  |  |  |  |  |  |  |  |  |  |  |  |  |  |  |  |  |  |  |  |  |  |  |  |  |  |  |  |  |  |  |  |  |  |
|                       |                       |                       |                       |                                            |                                            |                                            |                                            |                                            |                                            | Filips IV (1605-1665)           | Filips IV (1605-1665)           | Filips IV (1605-1665) | Filips IV (1605-1665) | Filips IV (1605-1665)               | Filips IV (1605-1665)               |                                       |                                       |                                       |                                       |                                       |                                       |                                    |                                    |                                        |                                        |                                        |                                        |                                        |                                        |                                 |                                 |                                  |                                  |                                     |                                     |                                     |                                     | Maria Anna van Oostenrijk (1634-1696) | Maria Anna van Oostenrijk (1634-1696) | Maria Anna van Oostenrijk (1634-1696) | Maria Anna van Oostenrijk (1634-1696) | Maria Anna van Oostenrijk (1634-1696) | Maria Anna van Oostenrijk (1634-1696) |                                       |                                       |                                       |                                       |                                       |                                       |                                       |                                       |                                       |                                       |  |  |  |  |  |  |  |  |  |  |  |  |  |  |  |  |  |  |  |  |  |  |  |  |  |  |  |  |  |  |  |  |  |  |  |  |  |  |  |  |  |  |  |  |  |  |  |  |
|                       |                       |                       |                       |                                            |                                            |                                            |                                            |                                            |                                            |                                 |                                 |                       |                       |                                     |                                     |                                       |                                       |                                       |                                       |                                       |                                       |                                    |                                    |                                        |                                        |                                        |                                        |                                        |                                        |                                 |                                 |                                  |                                  |                                     |                                     |                                     |                                     |                                       |                                       |                                       |                                       |                                       |                                       |                                       |                                       |                                       |                                       |                                       |                                       |                                       |                                       |                                       |                                       |  |  |  |  |  |  |  |  |  |  |  |  |  |  |  |  |  |  |  |  |  |  |  |  |  |  |  |  |  |  |  |  |  |  |  |  |  |  |  |  |  |  |  |  |  |  |  |  |
|                       |                       |                       |                       |                                            |                                            |                                            |                                            |                                            |                                            |                                 |                                 |                       |                       |                                     |                                     |                                       |                                       |                                       |                                       |                                       |                                       |                                    |                                    |                                        |                                        |                                        |                                        |                                        |                                        |                                 |                                 |                                  |                                  |                                     |                                     |                                     |                                     |                                       |                                       |                                       |                                       |                                       |                                       |                                       |                                       |                                       |                                       |                                       |                                       |                                       |                                       |                                       |                                       |  |  |  |  |  |  |  |  |  |  |  |  |  |  |  |  |  |  |  |  |  |  |  |  |  |  |  |  |  |  |  |  |  |  |  |  |  |  |  |  |  |  |  |  |  |  |  |  |
|                       |                       |                       |                       | Margaretha Theresia van Spanje (1651-1673) | Margaretha Theresia van Spanje (1651-1673) | Margaretha Theresia van Spanje (1651-1673) | Margaretha Theresia van Spanje (1651-1673) | Margaretha Theresia van Spanje (1651-1673) | Margaretha Theresia van Spanje (1651-1673) |                                 |                                 |                       |                       | Maria van Spanje (1655-1655)        | Maria van Spanje (1655-1655)        | Maria van Spanje (1655-1655)          | Maria van Spanje (1655-1655)          | Maria van Spanje (1655-1655)          | Maria van Spanje (1655-1655)          |                                       |                                       |                                    |                                    | Filips Prospero van Spanje (1657-1661) | Filips Prospero van Spanje (1657-1661) | Filips Prospero van Spanje (1657-1661) | Filips Prospero van Spanje (1657-1661) | Filips Prospero van Spanje (1657-1661) | Filips Prospero van Spanje (1657-1661) |                                 |                                 |                                  |                                  | Thomas Karel van Spanje (1658-1659) | Thomas Karel van Spanje (1658-1659) | Thomas Karel van Spanje (1658-1659) | Thomas Karel van Spanje (1658-1659) | Thomas Karel van Spanje (1658-1659)   | Thomas Karel van Spanje (1658-1659)   |                                       |                                       |                                       |                                       | Karel II van Spanje (1661-1700)       | Karel II van Spanje (1661-1700)       | Karel II van Spanje (1661-1700)       | Karel II van Spanje (1661-1700)       | Karel II van Spanje (1661-1700)       | Karel II van Spanje (1661-1700)       |                                       |                                       |                                       |                                       |  |  |  |  |  |  |  |  |  |  |  |  |  |  |  |  |  |  |  |  |  |  |  |  |  |  |  |  |  |  |  |  |  |  |  |  |  |  |  |  |  |  |  |  |  |  |  |  |